# 亞當·布羅迪
亞當·傑瑞德·布羅迪（英語：Adam Jared Brody，1979年12月15日—），生于美国加州，犹太人，童星出身的美國男演員。

## 外部連結
- 亞當·布羅迪在互联网电影资料库（IMDb）上的資料（英文）
- WorldCat 聯合目錄中亞當·布羅迪的著作或與之相關的著作